# 聯合國國際組織會議
聯合國國際組織會議又称旧金山会议，是1945年4月25日至1945年6月26日在美國舊金山，由50個同盟國國家的代表團召開的一場國際會議。在會議上，與會代表複審並重寫了敦巴頓橡樹園協議。會議的結果是《聯合國憲章》的缔结，憲章在6月26日開放供簽署。會議由由美國外交官阿爾杰·希斯主持。

## 參與國家
| - 阿根廷 - 比利时 - 玻利维亚 - 巴西 - 智利 - 中華民國C - 哥伦比亚 - 古巴 - 捷克斯洛伐克 - 丹麦 - 埃及王國 - 薩爾瓦多 - 埃塞俄比亚帝国 - 法國 - 希臘 | - 海地 - 伊朗 - 伊拉克 - 黎巴嫩 - 利比里亚 - 盧森堡 - 墨西哥 - 荷蘭 - 尼加拉瓜 - 挪威 - 巴拿马 - 巴拉圭 - 秘魯 - 沙烏地阿拉伯 | - 敘利亞共和國 - 土耳其 - 苏联 - 白俄罗斯苏维埃社会主义共和国 - 乌克兰苏维埃社会主义共和国 - 英国 - 加拿大 - 印度 - 新西兰 - 南非 - 美国 - 菲律賓 - 烏拉圭 - 委內瑞拉 - 民主聯邦南斯拉夫 | - 波蘭 (未派代表) |

Source:  (PDF). United Nations. 1945  [2022-08-05]. （原始内容存档 (PDF)于2022-11-06）.
C.^ 中華民國代表團中包含代表中國共產黨及中國共產黨控制區的董必武。